# Сквер Мужества (Выборг)
Сквер Мужества — сквер в Центральном микрорайоне Выборга. Расположен между Ленинградским шоссе, Сержантской улицей, а также Больничным и Гатчинским переулками.

## История
Начало формирования очертаний сквера относится к XVIII веку, когда городские жители стали строить деревянные дома по обеим сторонам дороги, ведущей в Петербург. Так в первой половине XVIII века возникло Санкт-Петербургское предместье Выборгской крепости (на картах XIX века чаще именовалось Петербургским форштадтом). К началу XIX века на окраине форштадта в районе деревянной застройки, образованной зданиями казённых учреждений военного и гражданского назначения (казармами, офицерскими домами, складскими и больничными корпусами и т. п.), сформировалось свободное пространство между корпусами богадельни и больницы приказа общественного призрения. Позднее на месте больницы приказа общественного призрения был разбит городской сад, а место богадельни заняла губернская больница.
В соответствии с утверждённым в 1861 году генеральным планом, разработанным выборгским губернским землемером Б. О. Нюмальмом, была сформирована сеть новых прямых улиц, разделивших территорию бывшего форштадта на участки правильной формы. Согласно плану городской сад, попавший в зону строительства Финляндской железной дороги, был уничтожен, однако участок, отделявший его от Петербургской дороги, остался незастроенным. Он получил название Больничной (Лазаретной) площади (швед. Sjukhus torget или швед. Lasaretts torget, фин. Sairashuoneen tori); в независимой Финляндии, в рамках кампании по устранению названий, связанных с российским периодом истории Выборга, с 1929 года официальным стал финский вариант названия — фин. Sairaalan aukio.

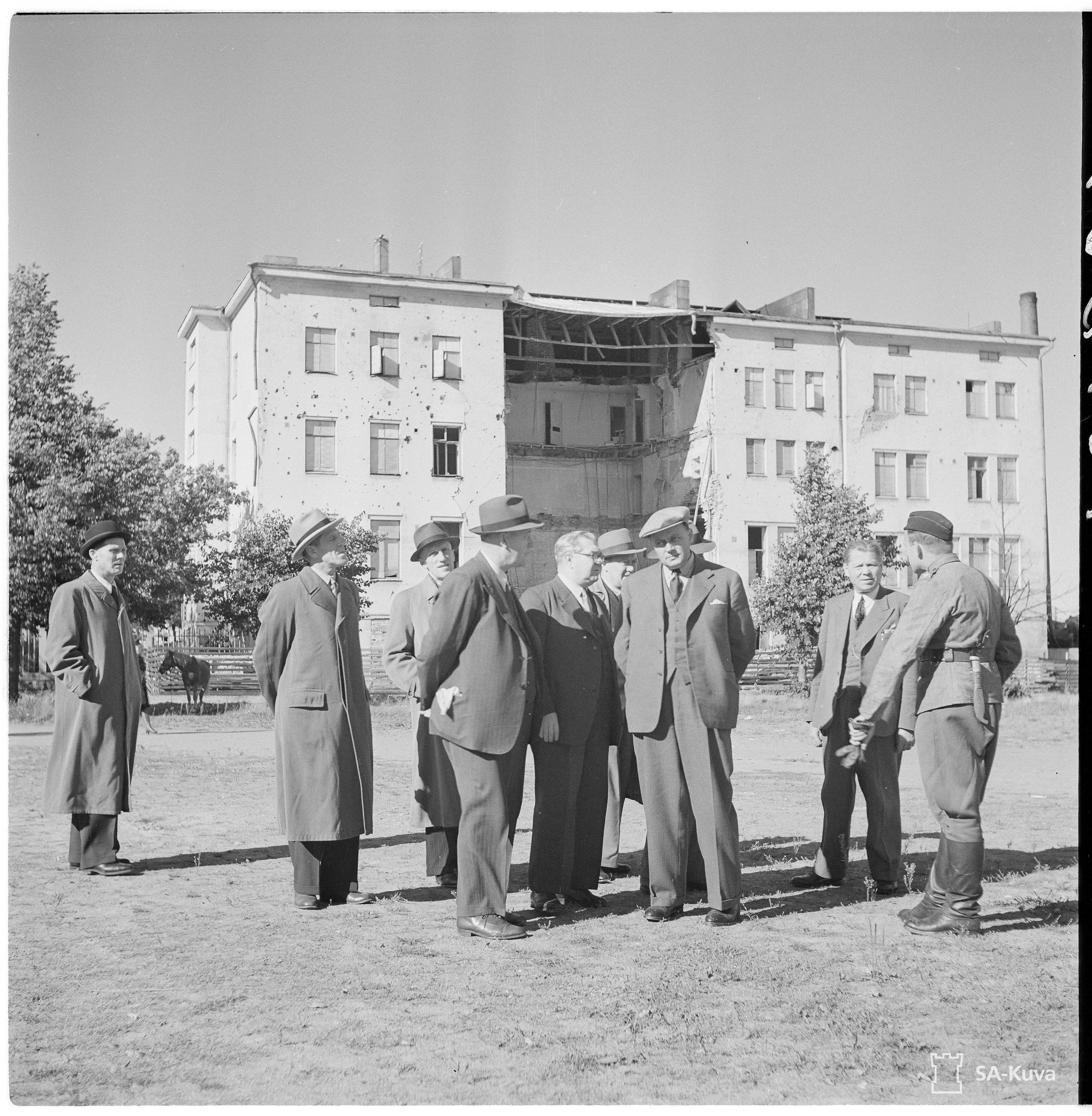
Шведская делегация у разрушенного учебного корпуса губернской больницы в 1942 году

Застройка площади, пострадавшая в результате советско-финляндских войн (1939—1944), была восстановлена в послевоенное время, когда на ней соорудили разворотное кольцо Выборгского трамвая, которое, однако, в 1957 году сменила автобусная остановка. Удалённая от городского центра площадь, не задействованная для проведения торжественных церемоний общегородского характера, на некоторое время перестала упоминаться в литературе. Но ситуация изменилась в 1980-х годах, когда после размещения военного комиссариата в одном из зданий, окружающих площадь, на ней стали проводиться мероприятия, связанные с призывом лиц на военную службу. С этого времени в средствах массовой информации стали употребляться названия «Сержантская площадь» и «Сержантский сквер».

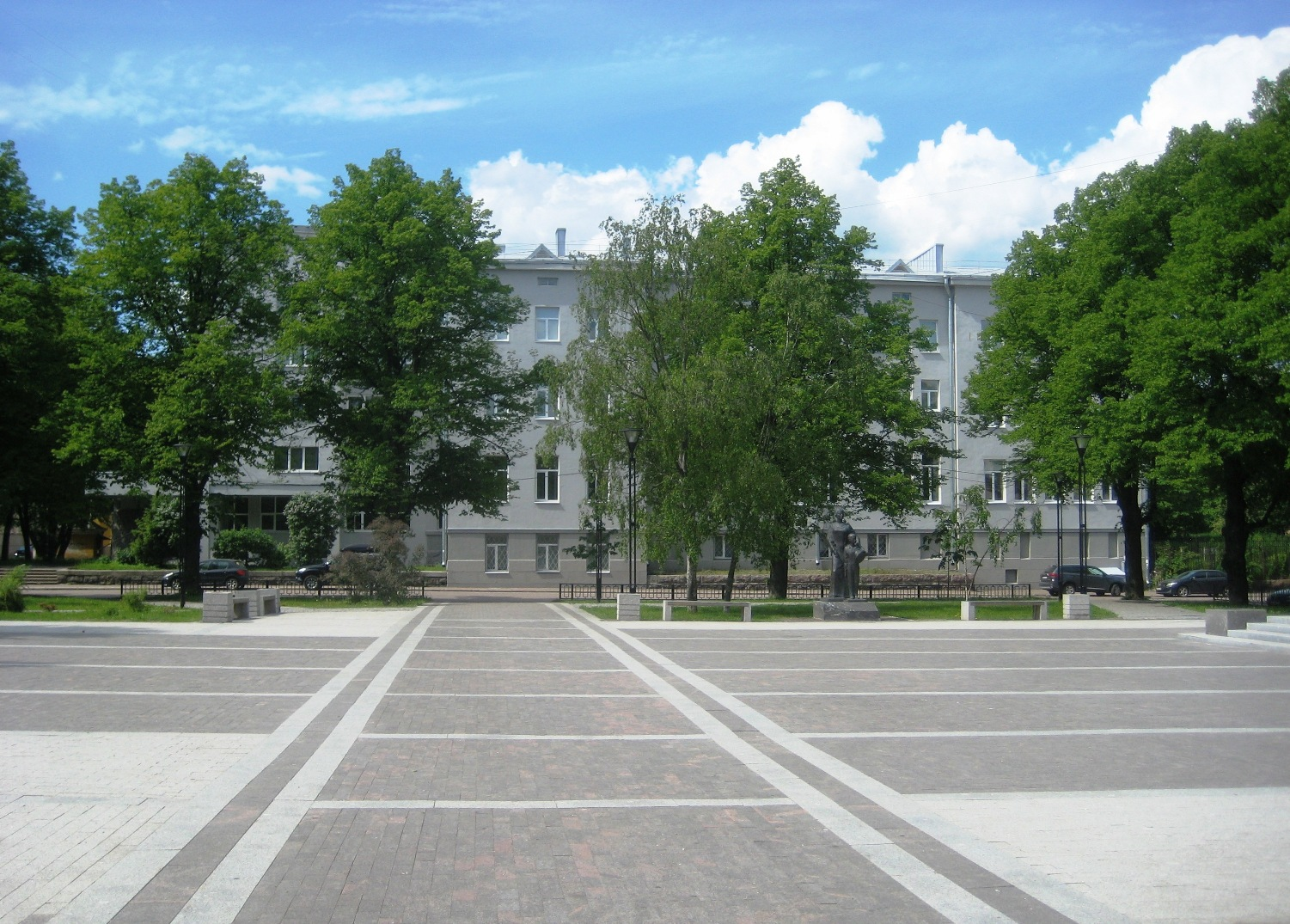
Скульптура «Память» на фоне учебного корпуса в 2021 году

Стараниями родных и близких воинов-интернационалистов в 1993 году по проекту архитектора А. В. Гениса на площади был сооружён один из первых в России мемориалов военнослужащим, погибшим в Афганской войне 1979—1989 годов. На невысокой стеле из серого гранита с вертикальным разломом, символизирующим раскол истории страны на «до» и «после», размещена чёрная доска с надписью:

Вам, чью жизнь на взлёте прервал Афганистан,
под которой выбиты фамилии солдат и офицеров.
Затем памятник был расширен по проекту архитектора А. М. Швера путём установки аналогичной стелы, посвящённой военнослужащим, погибшим в первую и вторую чеченскую войну. Имена погибших перечислены под надписью:

Не повторись, безумие, в который раз в стране.

Бойцам, чьи жизни юные оборваны в Чечне…
Сооружение из двух гранитных стел объединено каменным полукругом с металлическим венком в центре.
С 2008 года, после разделения всей территории Выборга на микрорайоны, сквер относится к Центральному микрорайону города. В 2012 году был разработан, а в дальнейшем поэтапно осуществлён проект реконструкции памятника в сквере, который решили посвятить всем погибшим при исполнении воинского долга в мирное время и при ликвидации чрезвычайных ситуаций.
В 2014 году в День памяти воинов-интернационалистов мемориал в сквере, получившем с 2013 года официальное название «сквер Мужества», пополнился скульптурной композицией «Память» работы ваятеля из Санкт-Петербурга Е. В. Соколова. Скульптура, состоящая из обращённых к центральному монументу бронзовых фигур скорбящей матери и ребёнка, символизирует печаль по погибшим. По замыслу автора идею всего сквера, несущего память о воинах, отражает фуражка в руках мальчика. Установка памятника приурочена к 25-летию вывода советских войск из республики Афганистан.
В 2018 году проведены работы по благоустройству сквера, включающие реконструкцию мемориала (расширенного за счёт дополнительных плит с обеих сторон и поднятого на подиум со ступенями согласно проекту, выполненному в 2012 году архитектором А. Н. Гвоздевым), озеленение, мощение брусчаткой, а также установку новых фонарей, напоминающих по форме факелы.
А в 2021 году на левой плите мемориала, появившейся в ходе реконструкции 2018 года, установлена третья памятная доска: она посвящена тридцать пятой годовщине катастрофы на Чернобыльской атомной электростанции. В ликвидации последствий аварии принимали участие более 180 жителей Выборга и Выборгского района, в том числе воины-афганцы. Помимо надписи «Памяти ликвидаторов Чернобыльской аварии и других радиационных катастроф», на левой плите выбиты строки:

Разрушился мощный реактор,

Посеяв болезни и смерть.

Мир вздрогнул от этого факта,

Не веря в ужасную весть.

И бросились в пекло герои,

Чтоб монстра укрыть в саркофаг.

И каждый сражался как воин,

Забыв про опасность и страх.
Четвёртая памятная доска размещена на правой плите мемориала 2 сентября 2022 года: она посвящена погибшим военнослужащим в ходе российского нападения на Украину. Фамилии военнослужащих размещены под надписью: «Воинам Выборгского района, погибшим при исполнении воинского долга в ходе специальной военной операции».
В результате сооружения мемориала сквер стал традиционным местом проведения торжественных мероприятий, посвящённых памятным и праздничным дням, среди которых:
- 15 февраля — День памяти о россиянах, исполнявших служебный долг за пределами Отечества;
- 26 апреля — Международный день памяти о чернобыльской катастрофе;
- 9 мая — День Победы;
- 2 августа — День Воздушно-десантных войск[12];
- 2 сентября — День российской гвардии.